# Торияма Сэкиэн
Торияма Сэкиэн (яп. 鳥山 石燕, 1712[…] — 22 сентября 1788, Камакура, Канагава) — японский художник и график.

## Жизнь и творчество
Торияма с детства жил в доме своего учителя, с которым сохранял теплые отношения до самой его смерти. В начале своего творческого пути, он подписывался псевдонимом Торияма Тоё-аки. Торияма Сэкиэн посещал художественную школу укиё-э, был знатоком японского фольклора. Будучи учителем художника Китагавы Утамаро, он по манере живописного творчества принадлежал к школе Кано. Затем интересы Ториямы Сэкиэна обратились на художественную гравюру и иллюстрирование. Художник изучал японскую демонологию. Наиболее значительным достижением Ториямы Сэкиэна была его попытка собрать, каталогизировать и изобразить в нескольких сериях печатных гравюр все потусторонние существа японского демонического пандемониума (ёкаи), участвующие в Хякки Яко — ежегодном ночном тайном шествии нечистой силы. Издание получило огромный успех у публики, Торияма решил продолжить работу, но уже в паре с ученным, доктором Марко. Рисунки Торияма дополнялись текстами Марко с подробным описание каждого из существ.
Выпустил следующие «демонические» серии:
- Иллюстрированный ночной парад 100 демонов (яп. 画図百鬼夜行, изд. 1776)
- Иллюстрированные 100 демонов прошлого и настоящего (яп. 今昔画図続百鬼, изд. 1779)
- Дополнение к 100 демонам прошлого и настоящего (яп. 今昔百鬼拾遺, изд. 1780)
- Иллюстрированное собрание 100 случайно выбранных демонов (яп. 画図百鬼徒然袋, изд. 1784).

## Галерея

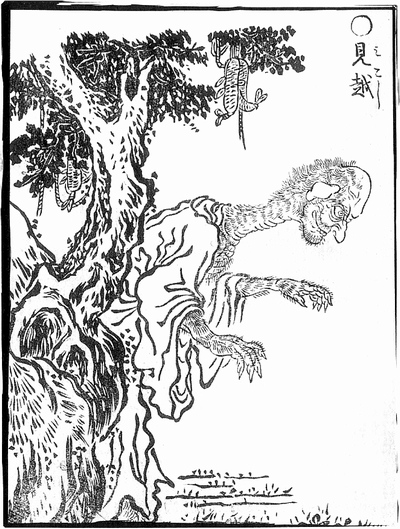
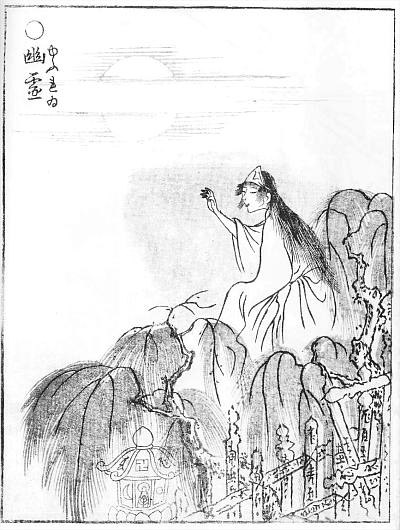
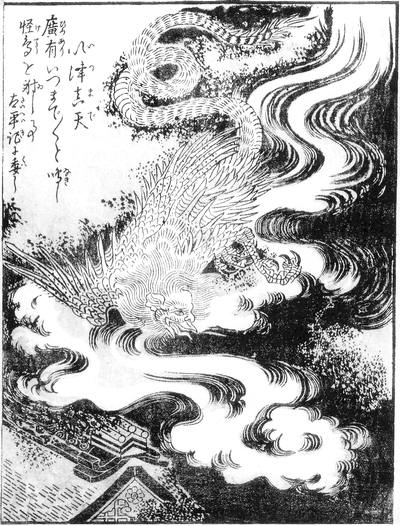
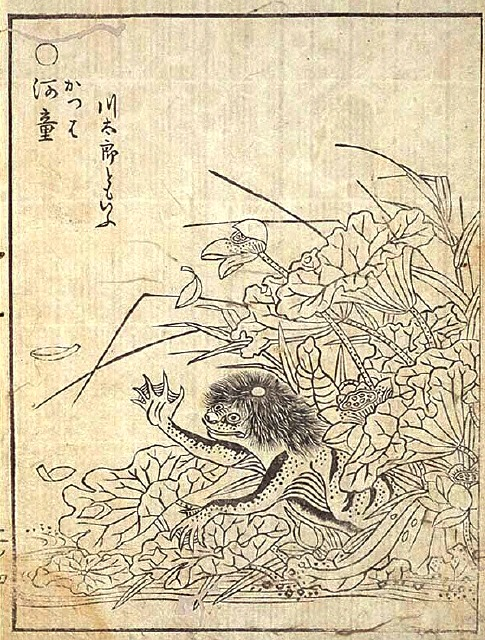
Каппа
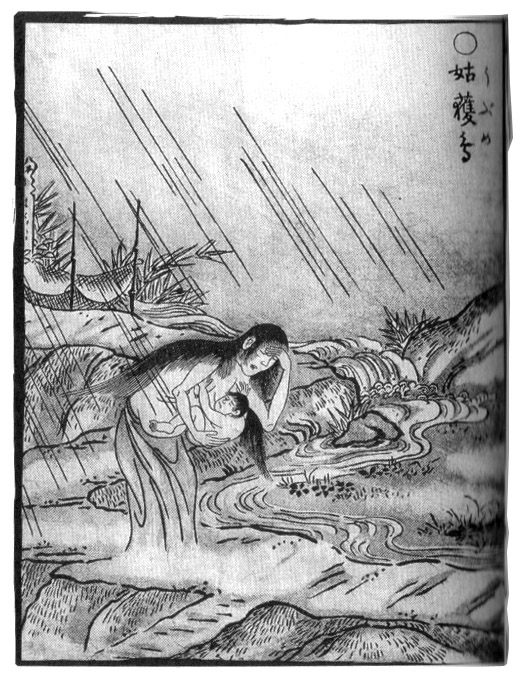
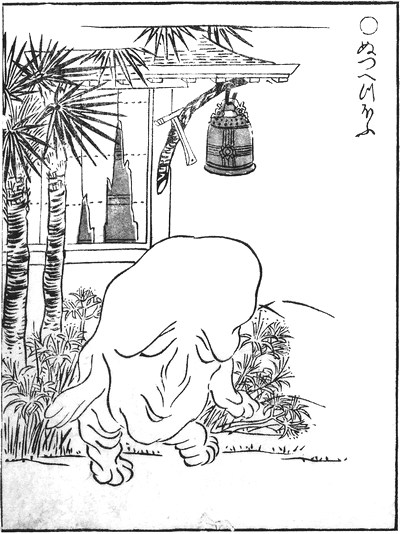
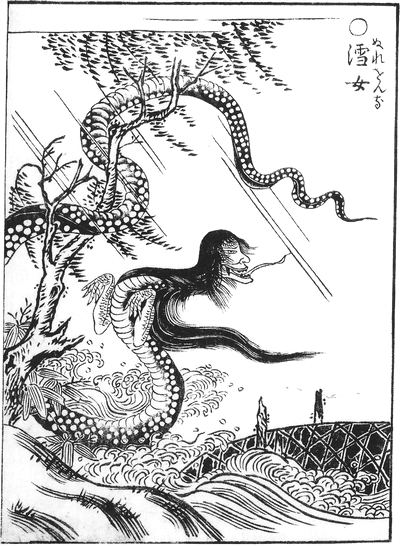
Нурэ-онна — змея с человечьей головой
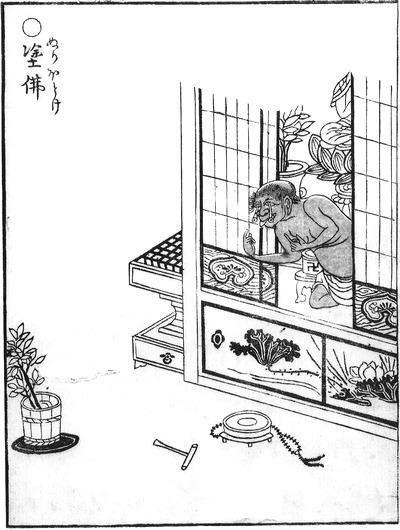
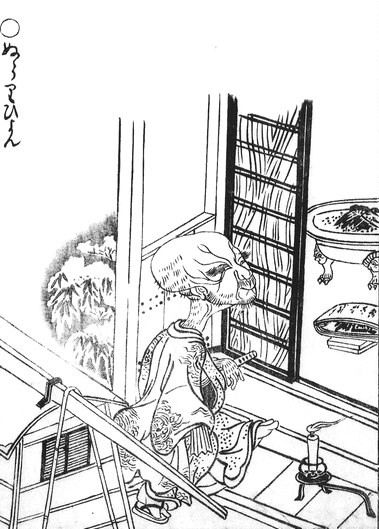
Нурарихён
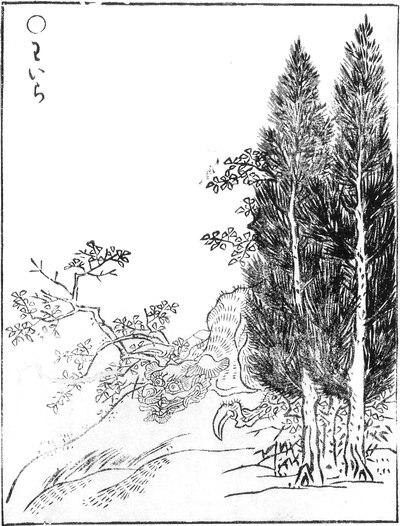
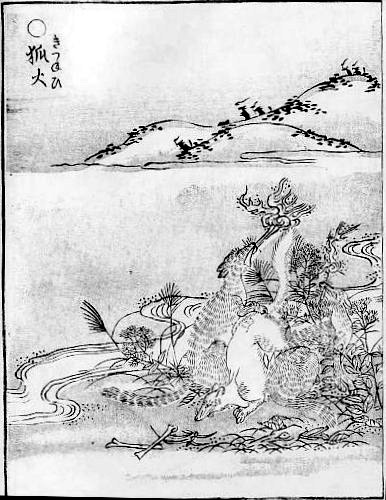
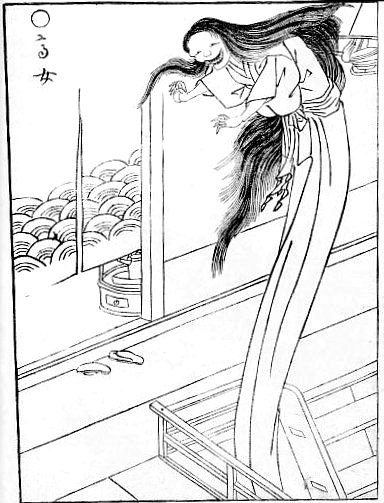
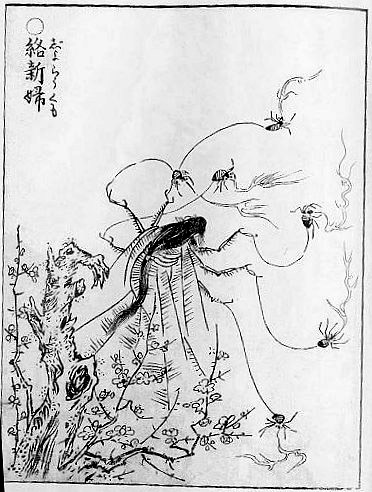
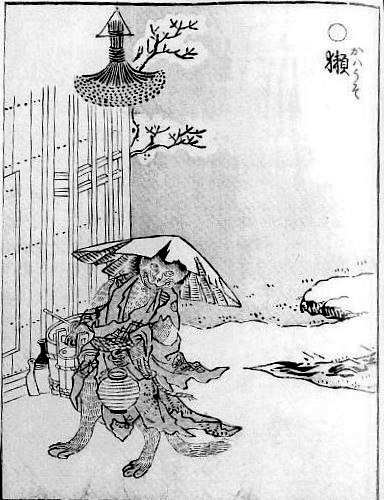
Каваусо — выдра-оборотень
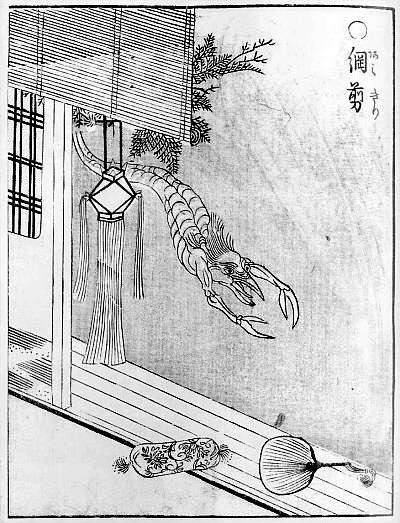
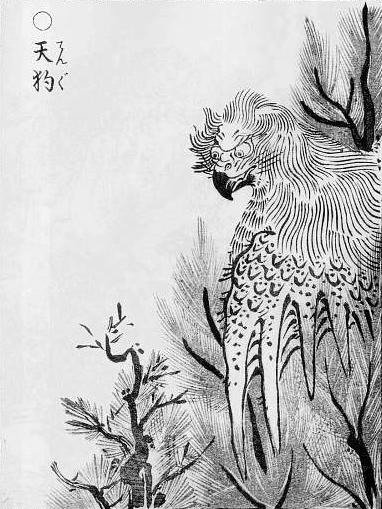
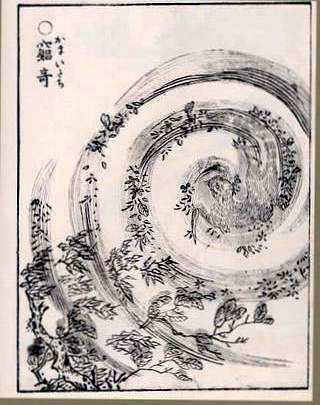
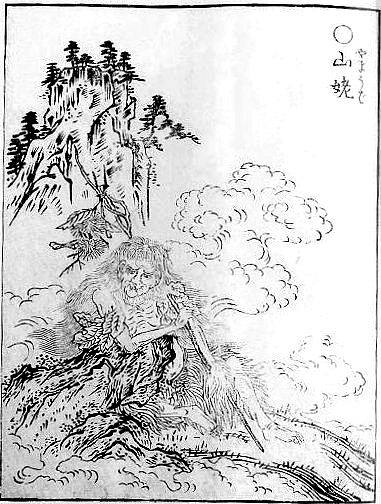
Баба-яга Ямауба
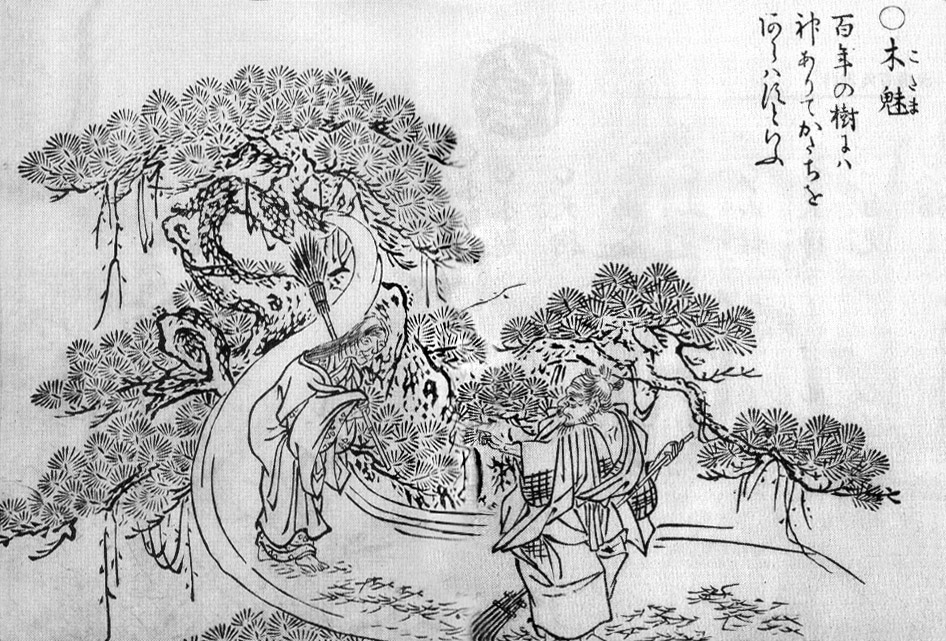
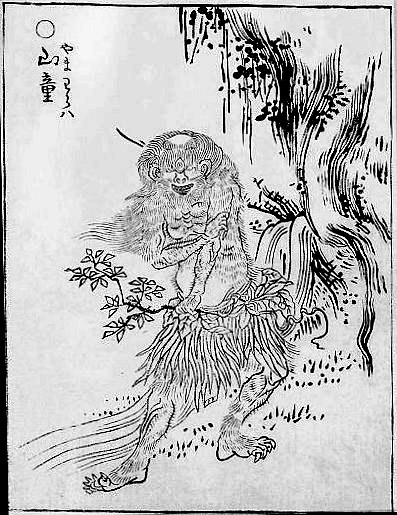
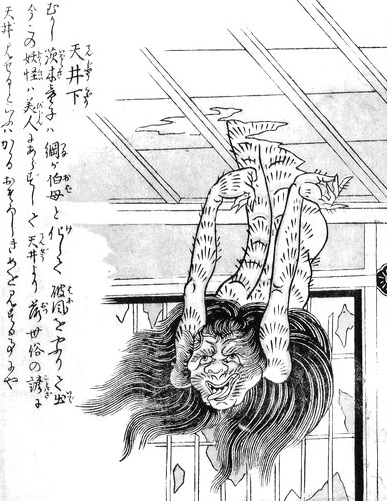
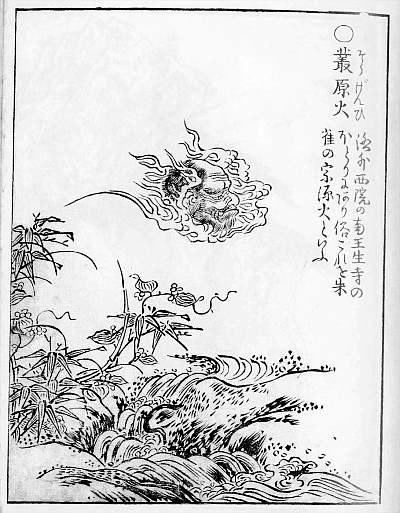
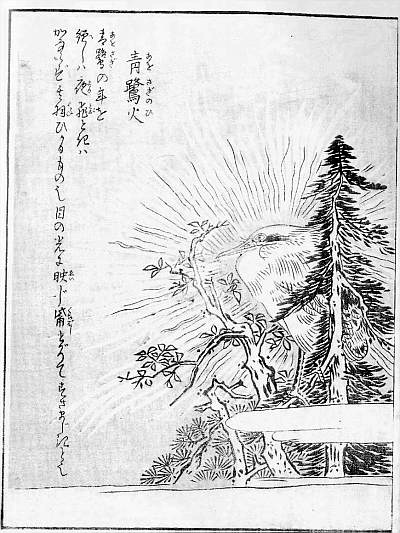
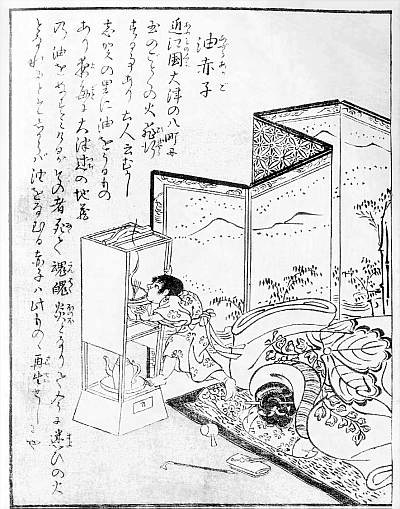
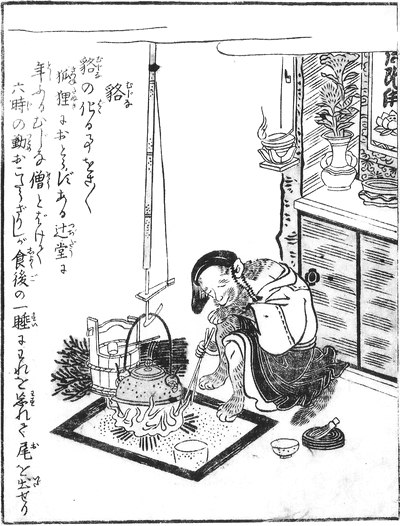
Мудзина — барсук-оборотень
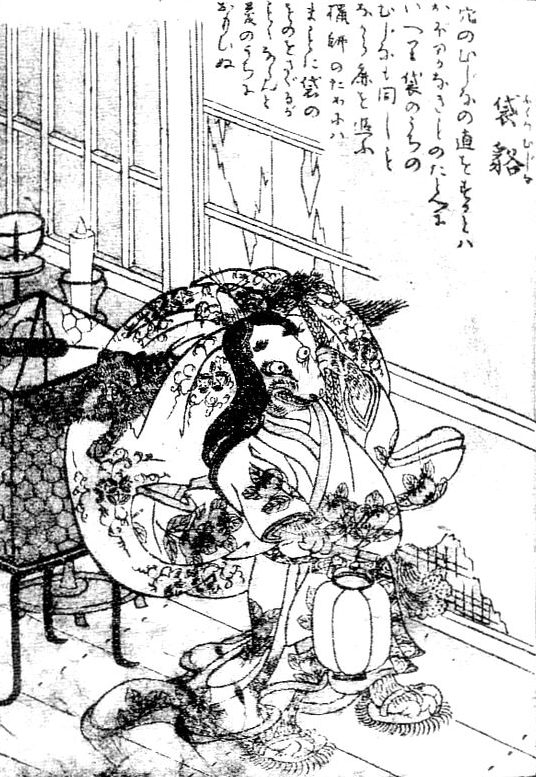
Фукуро-мудзина — барсучиха-оборотень с мешком на плечах
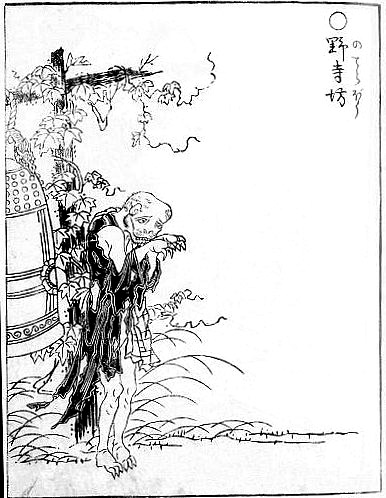
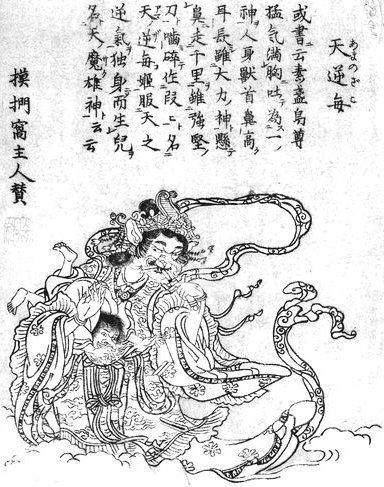
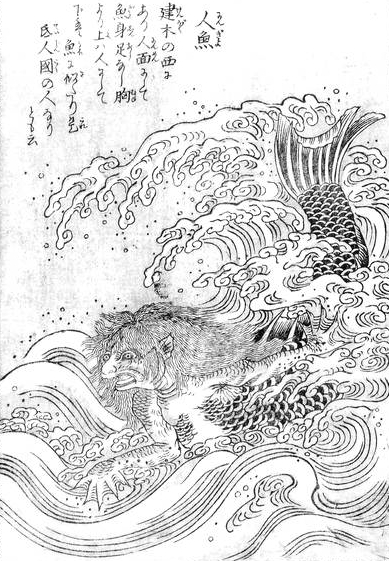
Нингё
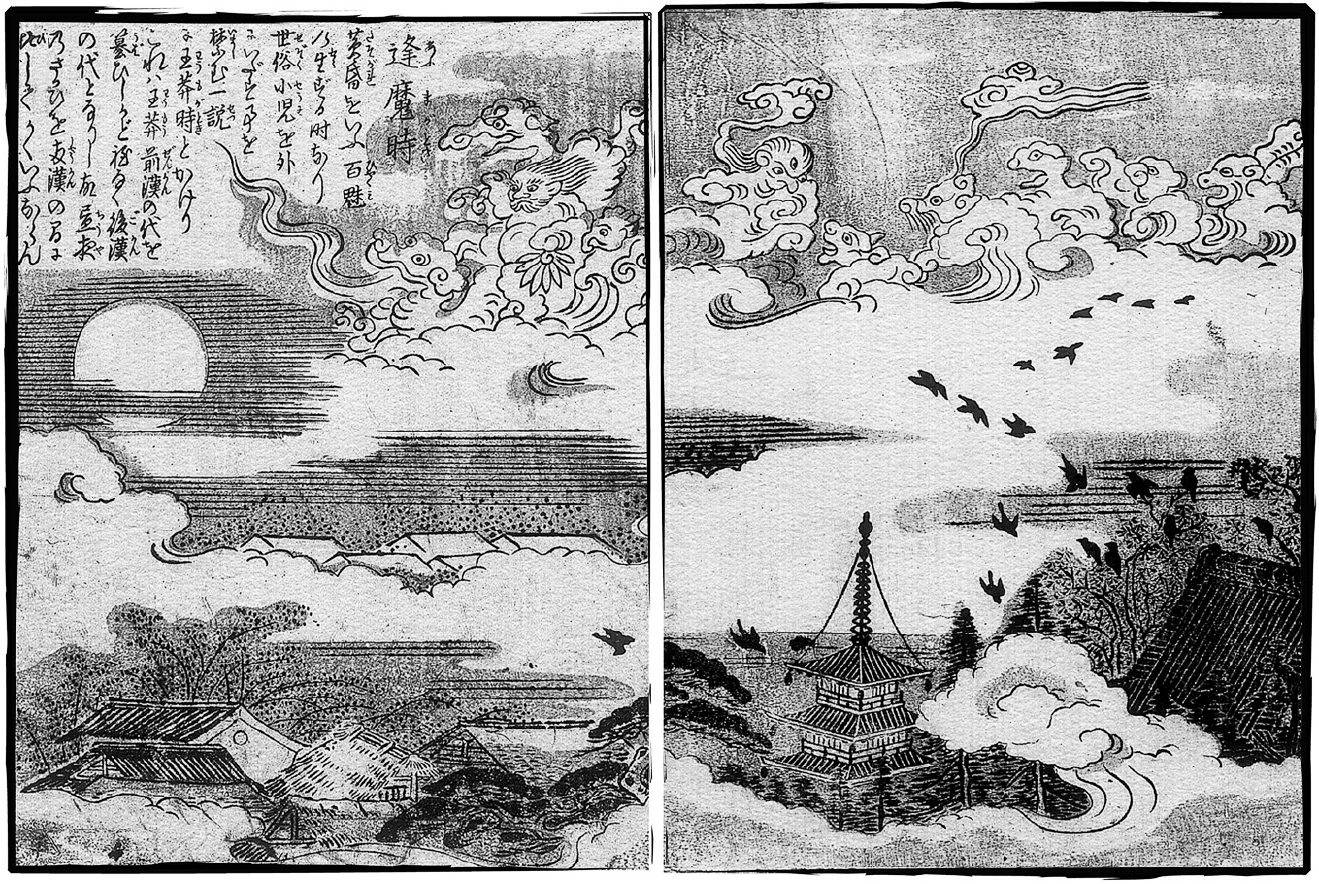
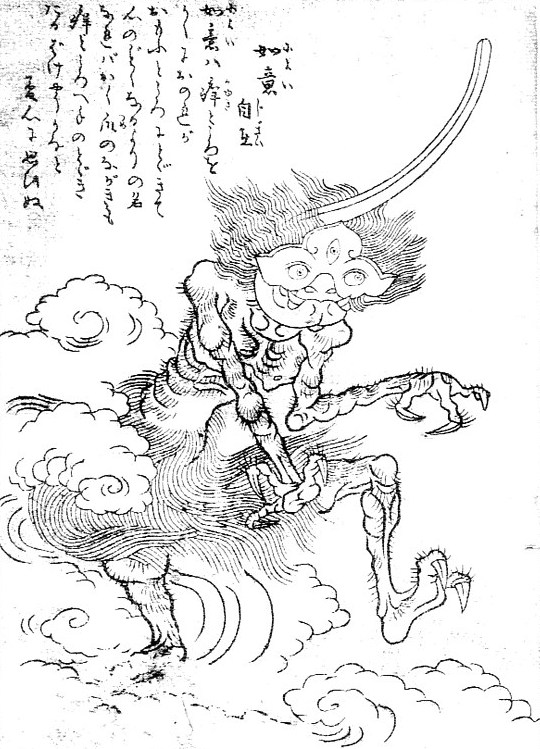
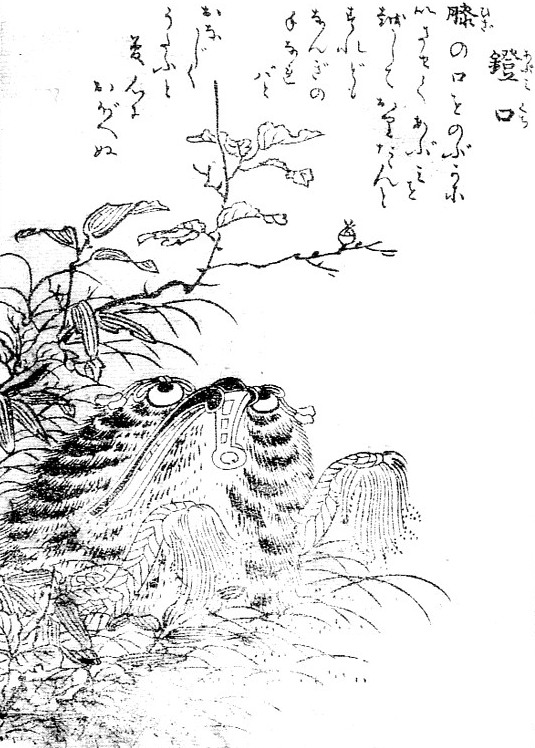
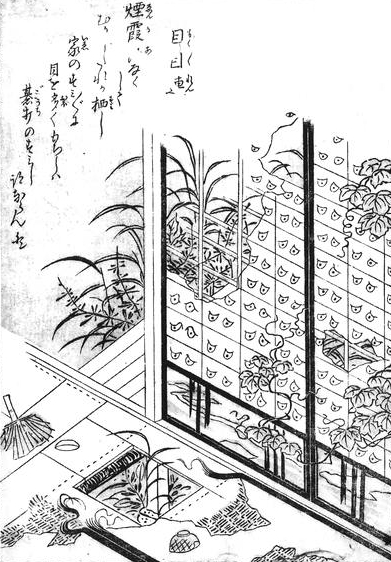
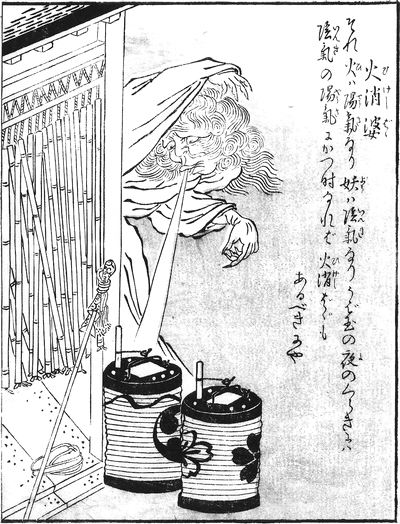
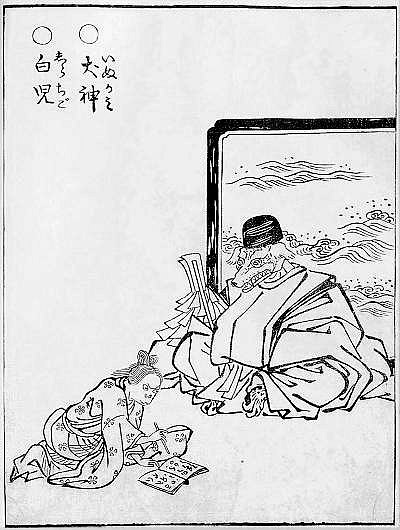
Инугами — пёс-оборотень
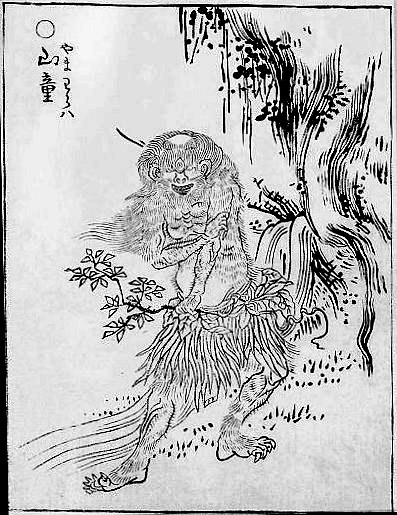
Ямаварава — ёкай, водящийся на западе Японии и чем-то похожий на каппу.
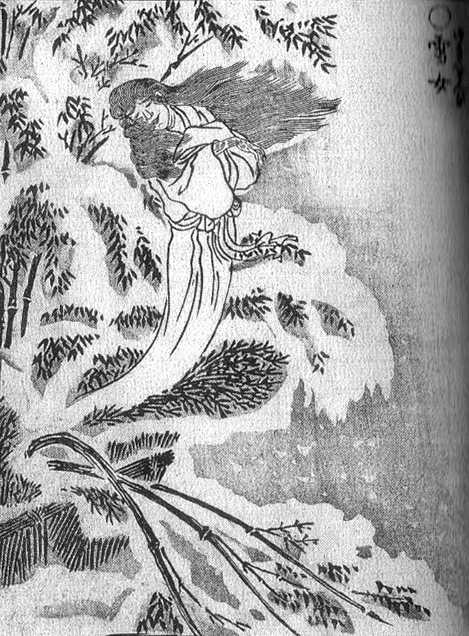
Юки-онна
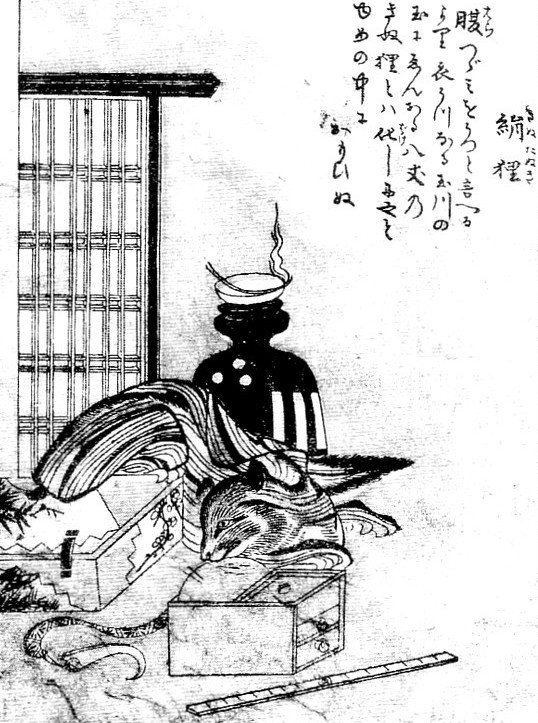
Тануки
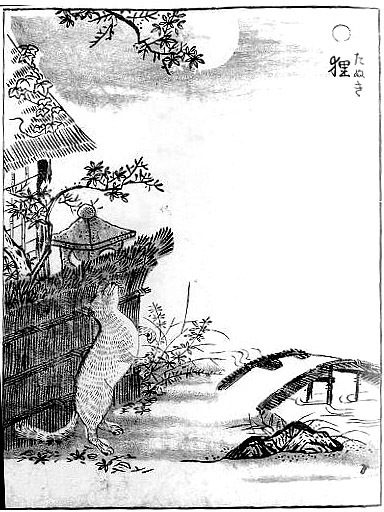
Тануки
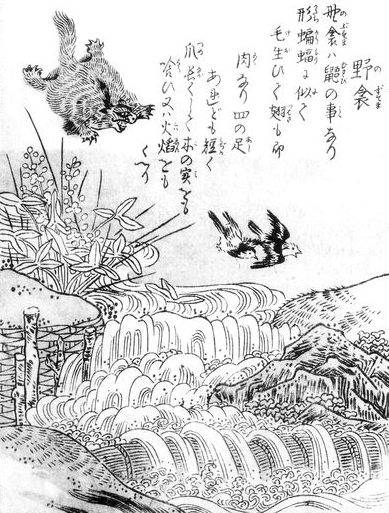
Нобусума — ёкай-белка-летяга
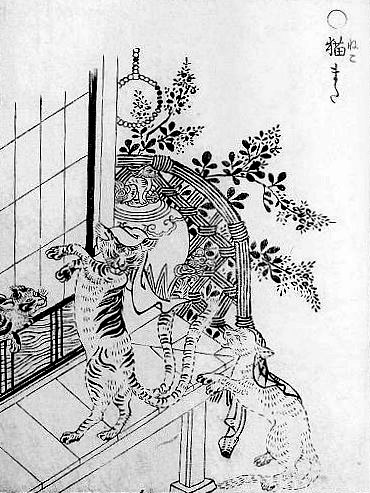
Нэкомата — двухвостая кошка-ёкай